# Алимова, Матлюба Фархатовна
Матлюба́ (Матлубэ) Фарха́товна Али́мова (в замужестве — Ахметова; род. 12 августа 1954 года, Андижан) — советская, узбекская и российская киноактриса.

## Биография
Родилась в семье узбека и русской. Мать родом из Уфы, где Фархат Алимов проходил срочную службу.
Поступила во ВГИК на курс Бориса Бабочкина, но после первого года обучения он отчислил Матлюбу и ещё трёх студентов с формулировкой «за профнепригодность». Однако вскоре Борис Андреевич умер, и четырёх студентов восстановили. Алимова попала на курс А. Баталова.
Окончила актёрский факультет ВГИКа в 1978 (мастерская Алексея Баталова).
С 1978 года — актриса киностудии «Узбекфильм».
Роль в четырёхсерийном фильме «Цыган» (1979), в котором Матлюба сыграла цыганку Настю, страстно, но безответно влюблённую в главного героя, принесла ей известность; затем последовало продолжение — «Возвращение Будулая» (1985).
В 1980-х годах активно снималась, была востребована, но с развалом системы советского кино роли предлагать перестали, и в 1990-е Матлюба была вынуждена вернуться на родину — в Узбекистан, где занималась реставрацией бухарских и шахрисабзских вышивок.
В 2000-е исполнила несколько небольших ролей в фильмах и телесериалах: «Баллады о гусарах» (2005—2007), «Закон и порядок: Отдел оперативных расследований — 1», «Тарас Бульба», «Подарок судьбы», «Судмедэксперты», «Мухаморы» и др.
В 2011 году вернулась в Ташкент.
В последние годы актриса обратилась к христианской вере — во многом из-за неудач в личной жизни. «Не было бы духовной жизни, я давно бы спилась или в петлю влезла», — признавалась она. Жила в московском Сретенском монастыре, игумен которого Тихон в 1982 году окончил сценарный факультет ВГИКа. Матлюба много общается со своим однокурсником Леонидом Каюровым, который тоже ушёл в церковь и стал диаконом.

## Личная жизнь
Замужем была один раз. Муж — Мурат Ахметов (русско-казахского происхождения); познакомились во ВГИКе, когда он был студентом режиссёрского факультета. Брак бездетный.
Однако по словам кинорежиссёра Леонида Нечаева, Матлюба Алимова была некоторое время его супругой, причём единственной актрисой среди его жён: «— А были среди ваших жен актрисы? — Только Матлюба Алимова. Жутко загадочное существо. Могла сесть в углу по-турецки и целый день сидеть, медитировать. Могла неделю вообще ничего не делать. Или вдруг начинала шить странные одежды из моих старых рубашек».

## Фильмография
1. 1975 — Баллада о белогривой (Узбекистан)
2. 1979 — Маленькие трагедии — Лаура
3. 1979 — Цыган — Настя
4. 1980 — В стремнине бешеной реки — Малика
5. 1981 — И с вами снова я — цыганка Таня
6. 1982 — Василий Буслаев — Ирина, византийская императрица
7. 1982 — Встреча у высоких снегов — Зебо
8. 1982 — Сегодня и всегда — Парвина
9. 1983 — Сказка о Звёздном мальчике — ясновидящая и цыганка
10. 1983 — Жаркое лето в Кабуле (СССР, Афганистан) — Сухейль
11. 1984 — Фраги — разлучённый со счастьем (Туркменистан) — Сурайя
12. 1985 — Возвращение Будулая — Настя
13. 1986 — О том, чего не было — Матлюба
14. 1989 — Шакалы — Шабатаева
15. 1989 — Полнолуние (Казахстан) — Мадина
16. 1989 — Маленький человек в большой войне (Узбекистан) — Сайера
17. 1990 — Восточный коридор, или Рэкет по… — Линда
18. 1991 — Дикое поле — Фатима
19. 1991 — Снайпер — Саланте
20. 1992 — Они (Грузия)
21. 1992 — Изобретатель фараона (Казахстан) — египетская царица Амасу
22. 1993 — Красный поезд (Азербайджан) — Гюзаль
23. 2002 — Товарищ Бойкенжаев (Узбекистан) — Ингилаб Умарова
24. 2005 — Баллады о гусарах (Молдова) — цыганка Зара
25. 2009 — Тарас Бульба — татарка — служанка Эльжбеты
26. 2010 — Точка кипения — первая жена Бахтияра
27. 2010 — Судмедэксперты — Стелла Гулиева
28. 2016 — Мухаморы